# Arthur Percy
Carl Arthur Percy, före 1906 Carl Arthur Percy Carlsson (uttalas [pärsi), född 10 augusti 1886 i Vickleby på Öland, död 22 juni 1976 i Vickleby, var en svensk konstnär och formgivare.

## Biografi

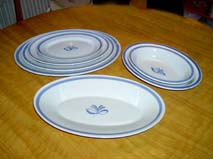
Ur servicen Blått Band, från Gefle Porslinsfabrik, lanserad av Arthur Percy på Stockholmsutställningen 1930.

### Privatliv
Arthur Percy var son till sjömannen Nils Peter Carlsson och Johanna Sofia Andersdotter.  År 1911 gifte han sig med Maria Kristina Elisabet Beckman (1890–1972), dotter till kontorsskrivaren Knut Adolf Beckman och Selma Davida Konstantia, ogift Svensson. Arthur Percy var svärfar till textilkonstnären Ulla Schumacher-Percy. 

### Konstnärskap
När Arthur Percy var 16 år gammal tog han kontakt med Karl Nordström, lärare vid Konstnärsförbundets skola och blev antagen. Han undervisades där av Richard Bergh och Eugène Jansson, och var elev samtidigt som till exempelvis vännen Isaac Grünewald. År 1908 reste de tillsammans med några andra konstnärer till Paris för att studera vid Académie Matisse. Som flera av sina kamrater var han dock missnöjd med den strikta disciplin som Henri Matisse krävde av sina elever. År 1909 debuterade han tillsammans med sina kamrater under beteckningen De unga eller 1909 års män, och kom genom åren att höra till de mer traditionella inom gruppen. Percy var därefter bosatt i Paris fram till 1913. Under 1910-talet sysslade han mest med blomstermåleri och porträtt. Percy ansågs av kritikerna vara tekniskt begåvad men sakna djup. Under första världskriget var Percy bosatt i Göteborg, men återvände 1920 till Frankrike och Cagnes-sur-Mer. År 1922 tvingades han dock återvända till Sverige, troligen på grund av bristande framgång och ekonomiska resurser.
År 1923 blev han konstnärlig ledare vid Gefle porslinsfabrik, som tillverkade konst- och hushållsporslin. Hans verkliga genombrott som formgivare kom vid Konstindustriutställningen i Paris 1925 och han blev bland svenska keramiker en av art déco-periodens stora traditionsbärare och räknas idag till en av de främsta företrädarna inom Swedish grace. En rad av hans arbeten fick stor spridning, som Tre blommor, Exotica och Blå/röd vinranka. Vid Stockholmsutställningen 1930, där funktionalismen slog igenom, lanserades bland annat hans bordsserviser Silverstjärna och Suecia. Percy var kritisk till delar av funktionalismen men påverkades ändå av den. Vid världsutställningen i New York 1939 uppmärksammades servisen "Vinranka", som blev en av Gefle porslinsfabriks stora framgångar och tillverkades fram till 1969. Mellan åren 1942 och 1951 var Percy knuten till Karlskrona Porslinsfabrik vilken från år 1942 ingick i Uppsala-Ekeby precis som Gefle Porslinsfabrik.
Hans sista stora framträdande var vid Helsingborgsutställningen H55. Percy kom även att skapa prydnadsföremål i fältspatporslin. Han bidrog till att konstnärligt högstående bruksföremål spreds i svenska hem. Han var också knuten som glasformgivare vid Gullaskrufs glasbruk. På somrarna var han bosatt i föräldrahemmet i Vickleby på södra Öland, där han ägnade sig åt måleri, ofta blomsterstilleben, landskap och miljöstudier. Efter 1946 bodde han året om i Vickleby, där han tillsammans med William Nording och sommargästande konstnärer etablerade vad som kommit att kallas Vicklebyskolan, eller Målarna på Bo som de också kallades. Det öländska landskapet kom att inspirera Arthur Percy till en fortsatt stor måleriproduktion ända fram till hans död 1976.

## Eftermäle
Percy finns representerad vid bland annat Röhsska museet, Göteborgs konstmuseum, Nationalmuseum i Stockholm, Kalmar konstmuseum, Designarkivet, på Ölands Museum Himmelsberga med verket Femme en bleu samt vid Norrköpings konstmuseum med verket Öländsk sommar. En gata i Mörbylånga kommun är uppkallad efter honom.